# Alban Lafont
Alban-Marc Lafont (Ouagadougou, 23 de janeiro de 1999) é um futebolista burkinense-francês que atua como goleiro. Atualmente joga no Panathinaikos, emprestado pelo Nantes.

## Carreira
Alban Lafont começou a carreira profissional no Toulouse em 2014, É tido como uma grande promessa para defender o gol francês. Em 2 de julho de 2018, foi anunciado pela Fiorentina por um contrato de 5 anos e por um valor estimado em 8 milhões de euros.

## Títulos

### Prêmios individuais
- 50 jovens promessas do futebol mundial de 2016 (La Gazzetta dello Sport)[3]
- 60 jovens promessas do futebol mundial de 2016 (The Guardian)[4]
- 25º melhor jovem do ano de 2017 (FourFourTwo)[5]